# Patriciervilla

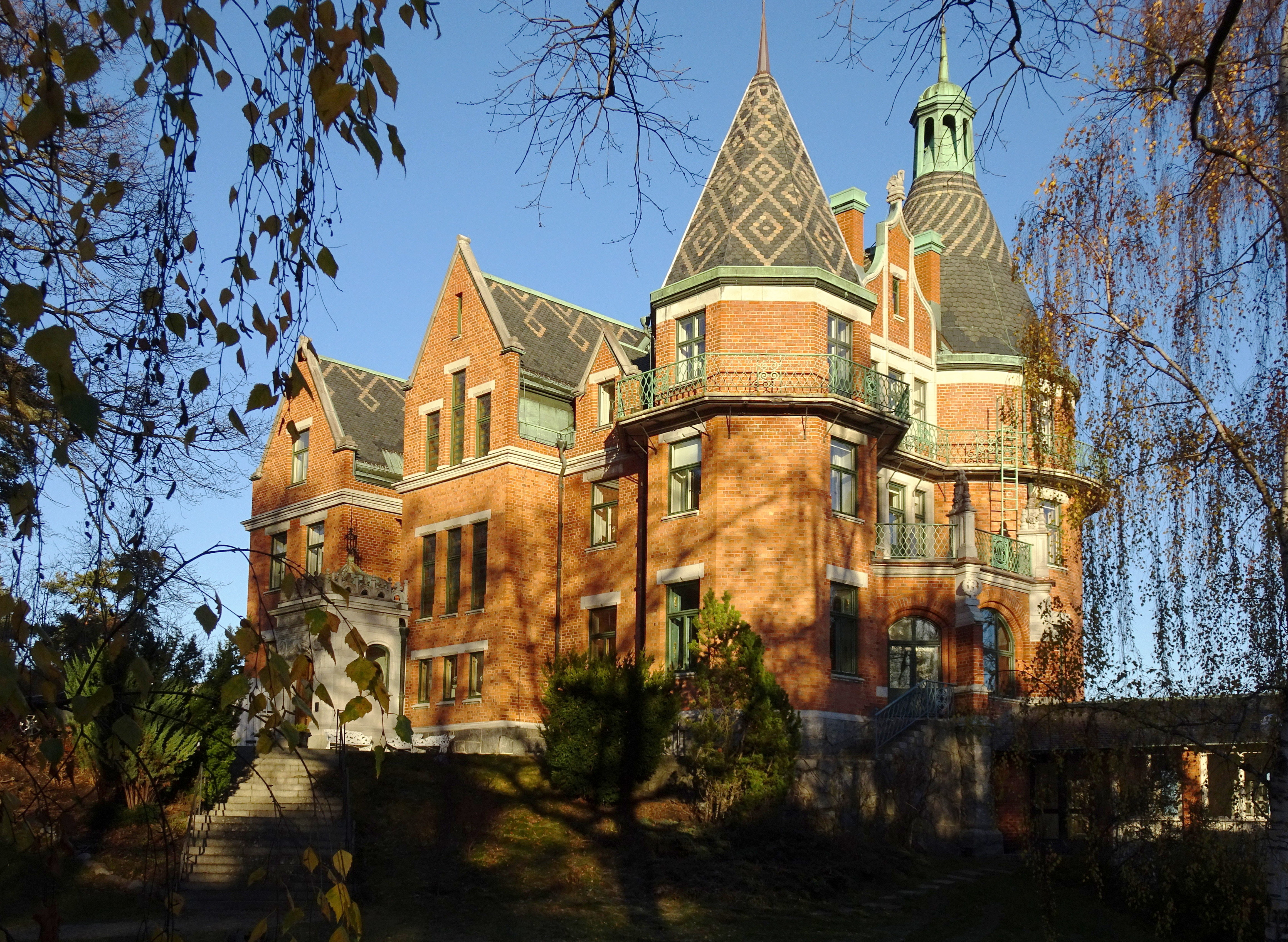
Exempel för en patriciervilla: Villa Skärtofta i Saltsjöbaden utanför Stockholm. Ritad av arkitekten Gustaf Lindgren.

Patriciervillor är större bostadshus som uppfördes mellan 1860 och 1930. Villorna är till största del byggda i en arkitekturstil inspirerad av klassicismen. Benämningen ”patricier” syftar på samhällsgruppen i det antika Rom. Klassicismen är både inspirerad av det antika Grekland och antika Rom och begreppet villa kommer från antikens Rom och betyder större palatsliknande byggnader dit kejsaren och patricier flyttade. I Sverige byggdes många patriciervillorna i områden utanför storstäderna som ibland kallades för patricierförstäderna. På så sätt skapades begreppet patriciervilla som symboliserade bostäder åt samhällets övre skikt.

## Historik

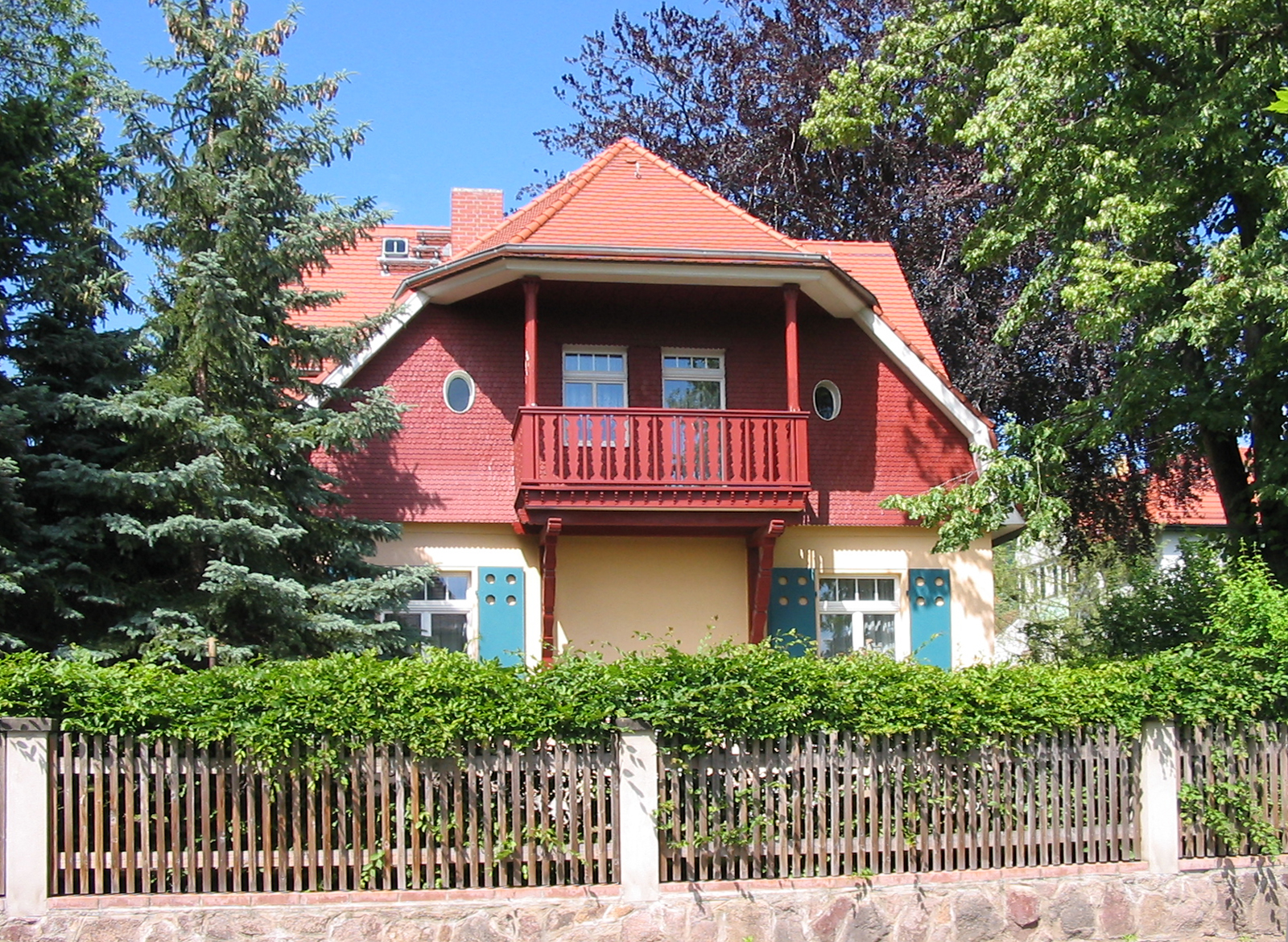
Ett Landhaus i Tyskland.

De äldsta patriciervillorna härstammar från Romarriket och byggdes i Rom då kejsare och patricier inte ville bo i den trånga staden som bland annat hade sjukdomar och var väldigt befolkningstät. Samma fenomen skedde på samma plats fast på 1500-talet under renässansen och av samma anledningar som tidigare. I moderna tid i Tyskland fanns det Landhäuser som den tyska borgarklassen flyttade till medan man i England flyttade till country houses.

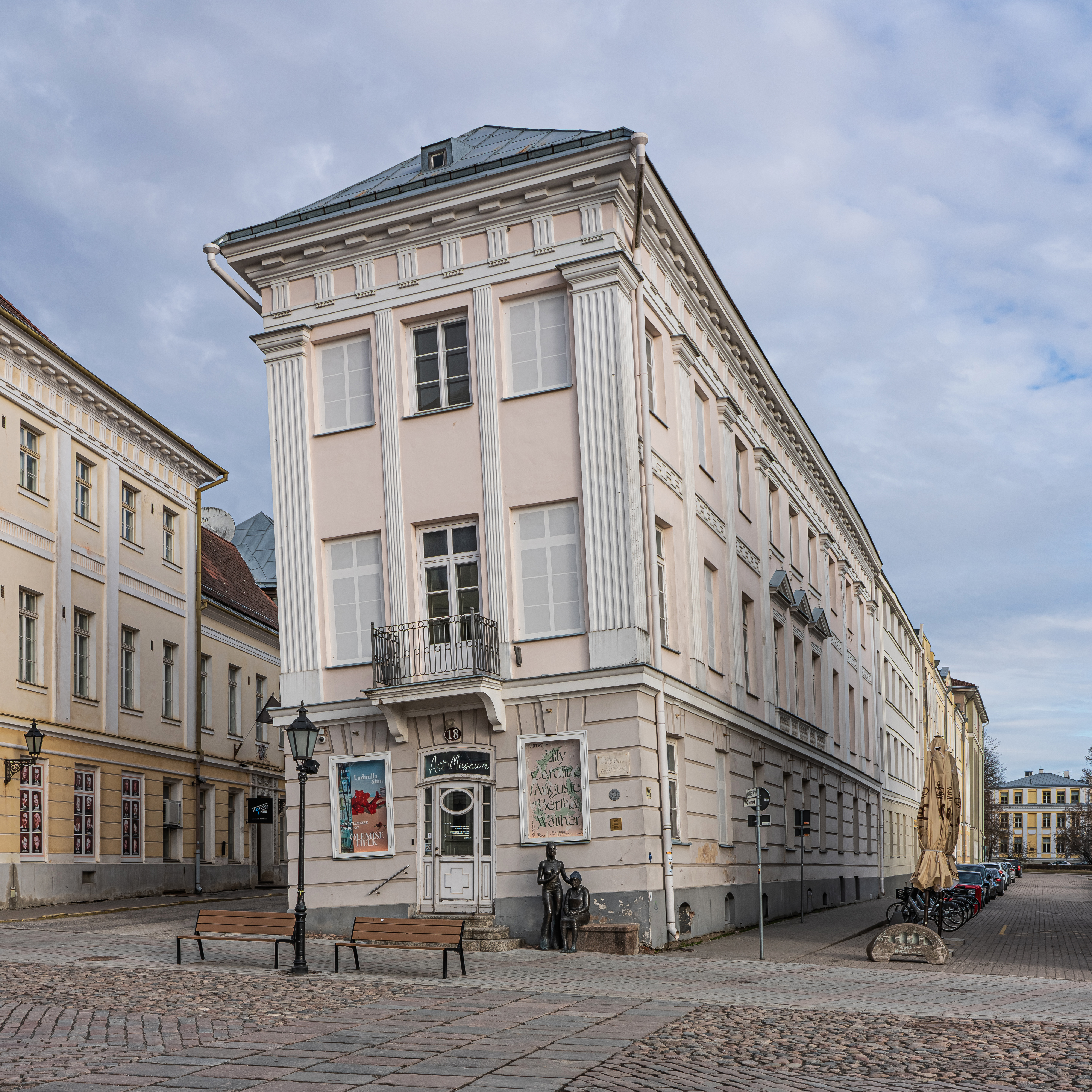
Barclay de Tollyhuset i Tartu i Estland, är ett så kallat patricierhus.

Man måste även skilja patriciervillor från patricierhus, det vill säga större hus byggda i sten och tegel som byggdes på 1700- och 1800-talet och som idag kan förekomma i stadens centrum. Dessa följer inte samma utveckling och struktur som villorna, me anledningen till deras placering och utformning var den samma som i Italien, som beskrivs ovan.
I Norden byggdes patriciervillor mest mellan 1860 och fram till 1930 Husen skulle helst ritas av de främsta arkitekterna och byggas av de bästa materialen. Vid tiden var det populärt med historism, och man infogade gärna element från äldre tiders arkitektur som gotik, renässansen, barock och klassicism.

### Patriciervillor i Stockholm

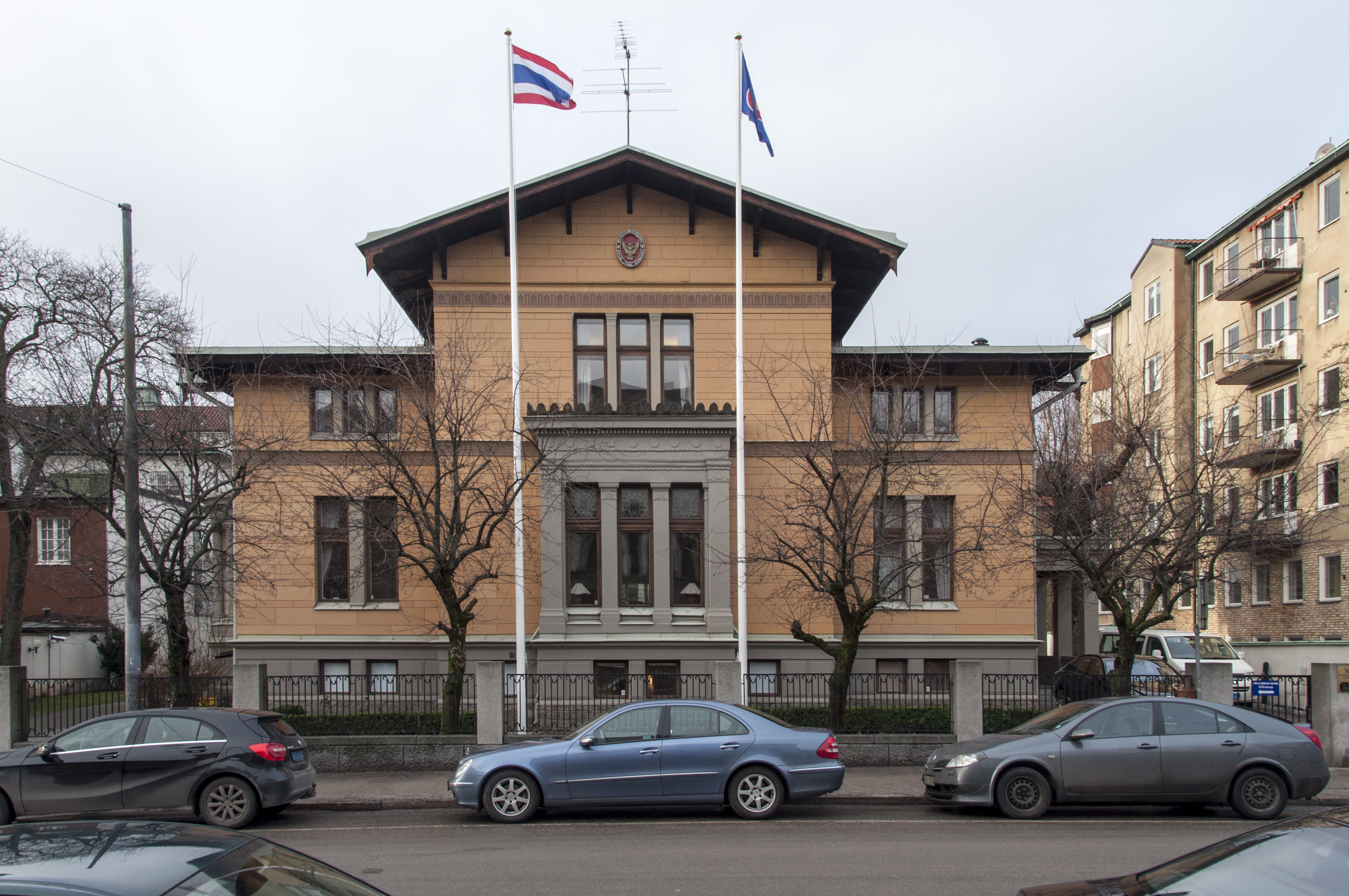
Curmanska villan i Stockholms innerstad. Ritad av Fritz Eckert.

Idén om att skapa en villastad i Stockholm för de kapitalstarka i samhället nära stadskärnan föddes under mitten av 1870-talet. Henrik Palme var en av frontfigurerna för idén och han hade blivit inspirerad av andra europeiska huvudstäder som han hade besökt. Det första försöket att bygga en villastad i Stockholm gjordes av Stockholms Byggnadsförening, som köpte ett område norr om Humlegården som sträckte sig upp till Valhallavägen. Marken som köptes hade tidigare varit tobaksplantage. Husen som byggdes där skulle vara ”boningshus i villastil med nödiga uthus samt tillbakadraga från gatulinjen 20 fot (6 m) och uppföras fristående, enkla eller dubbla”. Projektet var från början framgångsrikt och väldigt många akademiker och intellektuella i samhället var förtjusta i den nya boendeformen som Palme ansåg hade karaktärerna av en ”oas i stenöknen”. Tomtpriserna i området ökade markant och det fanns andra byggmästare som såg ekonomiska vinster i villastadsprojektet. De köpte tomter och byggde fyravånings hyreshus som de själva ansåg var i villastil. Detta blev då även slutet på Villastadens villakaraktär och många av villaägarna sålde sina tomter till byggnadsbolag och hyreshusexploatörer. När detta skedde ansåg man att projektet hade misslyckats och det dröjde några år innan man vågade bygga ett nytt område med patriciervillor åt det välbärgade befolkningen.
De första framgångsrika villaområdet i Sverige var Djursholm som ligger utanför Stockholm och grundades runt 1890-talet. Djursholm grundades av villastadsbolaget Djursholm AB med Palme som en frontfigur. Djursholm var tillgängligt både med ångbåt samt järnväg och det är en anledning till att många villor byggdes där. Familjens manliga överhuvud behövde effektiva kommunikationer för att snabbt kunna ta sig in till staden för att arbeta. Ett annat välkänt äldre villaområde i närheten av Stockholm är Saltsjöbaden. Saltsjöbaden grundades av villastadsbolaget Järnvägs AB Stockholm-Saltsjön med K A Wallenberg som frontfigur. Majoriteten av villorna som byggdes i Djursholm och Saltsjöbaden var patriciervillor, stora villor där förmögna människor skulle bo. Villorna som byggdes var ofta byggda av enskilda investerare som köpte marken, byggde villorna och sålde dem sedan till förmögna kunder.
Dessa villaområdet blev populära då de låg i områden som gav ett lantligt intryck med mycket vegetation och terräng och samtidigt hade effektiva kommunikationer in till stadskärnan. Då villaområdena låg i områden där man ville bevara vegetation hade patriciervillorna stora trädgårdar med lusthus och andra byggnader. Ytterligare en anledning till att förmögna människor valde att flytta till dessa villaområden var att man ville bo i områden med människor som hade liknande ekonomisk ställning som en själv. De nya telefonnäten som anlades i Stockholm var också en anledning till att man kunde flytta ut till villastäderna. Det fanns också en viss ekonomisk fördel att flytta ut villastäderna, då grannsocknarna till Stockholm hade en lägre kommunalskatt än Stockholm.

## Utseende

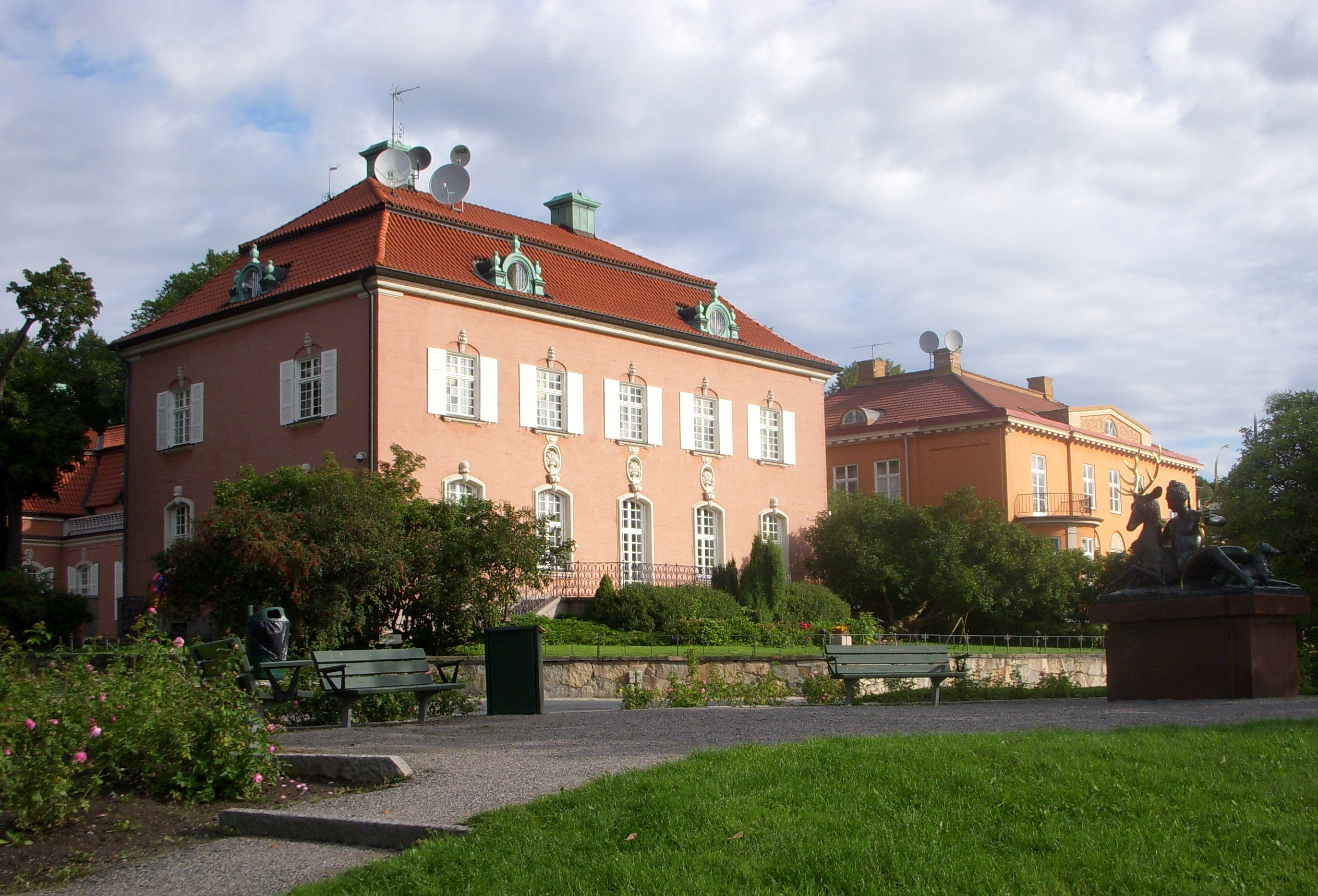
Patriciervillor i Diplomatstaden i Stockholm.

Villorna som byggdes i Sverige under 1890–1900 byggdes i var oftast i klassicerande stil, men schweizer- och fornnordisk stil var också väldigt populärt. Det vanligaste fasadmaterialet var spontad träpanel och väldigt brant takfall i plåt. Man dekorerade även villorna med tinnar, torn och andra utsmyckningarna för att ge bostaden en festligare karaktär. Villorna var stora och hade en rektangulär eller oregelbunden planform, oftast med 8 till 12 rum och kök. De vanligaste var att villorna hade två våningsplan samt vindsvåning och källare. Entréplan var vanligtvis på 150 kvadratmeter, bestående av sällskapsrum samt kök med rum till tjänstefolk, och på övervåningen fanns det bland annat sovrum och badrum.
Under perioden 1900–1910 uppstod en ny arkitekturstil som förändrade utseendet på patriciervillor, nämligen jugendstilen. I Sverige hämtades inspiration från svenska herrgårdar med symmetriska fasader men även från den svenska barocken. De mjuka formerna som finns i jugendstilen var svåra att bygga med träpaneler och därför gick man även över till att bygga fler patriciervillor i puts, men villor i trä fortsatte också att byggas. Takfallen var branta och för att skildra herrgårdsinspirationen använde man sig av brutna mansardtak, men det förekom även sadeltak. Med en putsfasad kunde man även dekorera villorna med reliefer och listverk, vilket kunde framhäva herrgårdskänslan. Det var fortfarande vanligt med stora sällskapsrum men nu föredrogs även en stor hall och kapprum med öppen spis som skulle skapa intryck hos gästerna. I jugendvillorna fokuserade man även mycket på interiören vilket ledde till att det fanns rikt med dekorationer och många platsbyggda möbler.
Under 1910-talet växte det fram ännu en arkitekturstil i Sverige som fick inflytande över patriciervillornas utformning. Denna gång var det nationalromantiken som hade sitt ursprung i den nya nationalistiska rörelsen som präglade samhället. Villorna byggdes nu med tre olika typer av fasad: puts, trä eller tegel, samt villor med träpanel på stora delar av övervåningen men med putsad fasad på resterande delar. Planformen på villorna var nästan alltid rektangulär eller nästan kvadratisk med burspråk. Loggior var vanliga på patriciervillorna som byggdes i nationalromantiks stil. Taken var fortfarande branta både på sadeltak och mansardtak och det förekom även att man byggde villor med valmade tak då villans formen var med kvadratisk. De flesta fasaderna hade fönsterluckor med utsmyckningar i form av geometriska figurer men även hjärtan. Flera av villorna byggda under denna tid hade även en förstuga eller en ytterdörr som var indragen i fasaden, då det var ett skysorts klimatskydd. Patriciervillorna under nationalromantiken hade vanligtvis 8-10 rum och kök och nu blev det även vanligare med en oregelbunden planlösning som satt runt husets viktigaste rum istället för den klassiska sexdelade planen med en hjärtvägg. Villornas planlösning blev därmed mer funktionella utifrån ägarens behov och hur villan brukades dagligen.

## Byggregler i Stockholms patricierförstäder
Det fanns väldigt höga krav på hur villorna skulle se ut och fungera i patricierförstäderna, eftersom man ville garantera att områdena behöll sin exklusiva och lantliga karaktär. Detta blev ännu viktigare efter misslyckandet i Villastaden och det utformades lokala regler för hur en patriciervilla skulle se ut. Det är därför det kan skilja i utseende på villorna beroende på var villan byggdes och utifrån vilka lokala regler som gällde. Villorna skiljer sig utseendemässigt både interiört och exteriört beroende på hur arkitekten ritat villan och vilken tidsepok som var aktuell då villan uppfördes.

### Villastaden
När AB Stockholms Byggnadsförening sålde tomterna i Villastaden belades tomterna med ett servitut som innehöll ett antal stadgar. I stadgarna stod det att tomterna skulle vara minst 18 000 kvadratfot (ca 1772 kvadratmeter) och skulle bebyggas med ”boningshus i villastil med nödiga uthus samt tillbakadragen från gatulinjen 20 fot (6 m) och uppföras fristående, enkla eller dubbla”. Köparen var även ålagd att bebygga tomten inom en inom en viss tidsram, oftast 3-5 år efter köp.

### Djursholm och Saltsjöbaden
I Djursholm var tomterna stora med flit och uppgick oftast till mellan 50 000–100 000 kvadratfot (ca 4 400–8 800 kvadratmeter) medan de var något mindre i Saltsjöbaden. När tomterna styckades anlitades en person som ansågs var lämpad till uppgiften, vilket var en ingenjör i Djursholm och en arkitekt i Saltsjöbaden. Gatorna drogs utifrån ett oregelbundet gatusystem som anpassade sig till de naturliga förutsättningarna. I de första prospektet för Djursholms villastad från 1889 ser man tydligt att man tar hänsyn till naturen. I prospektet står det:
”Enligt denna plan skola de blivande gatorna till större delen av framdragas i mitten av dalgångarna. Villorna böra förläggas å sluttningen av angränsande kullar, därifrån erhålles fri utsikt och där redan befintliga parkträd giva skydd och skugga. Området mellan kullarna och vägen utgöras i allmänhet av odlade fält, sin med lätthet och utan nämnvärd kostnad låta förändra sig till trädgårdsland framför villorna.”

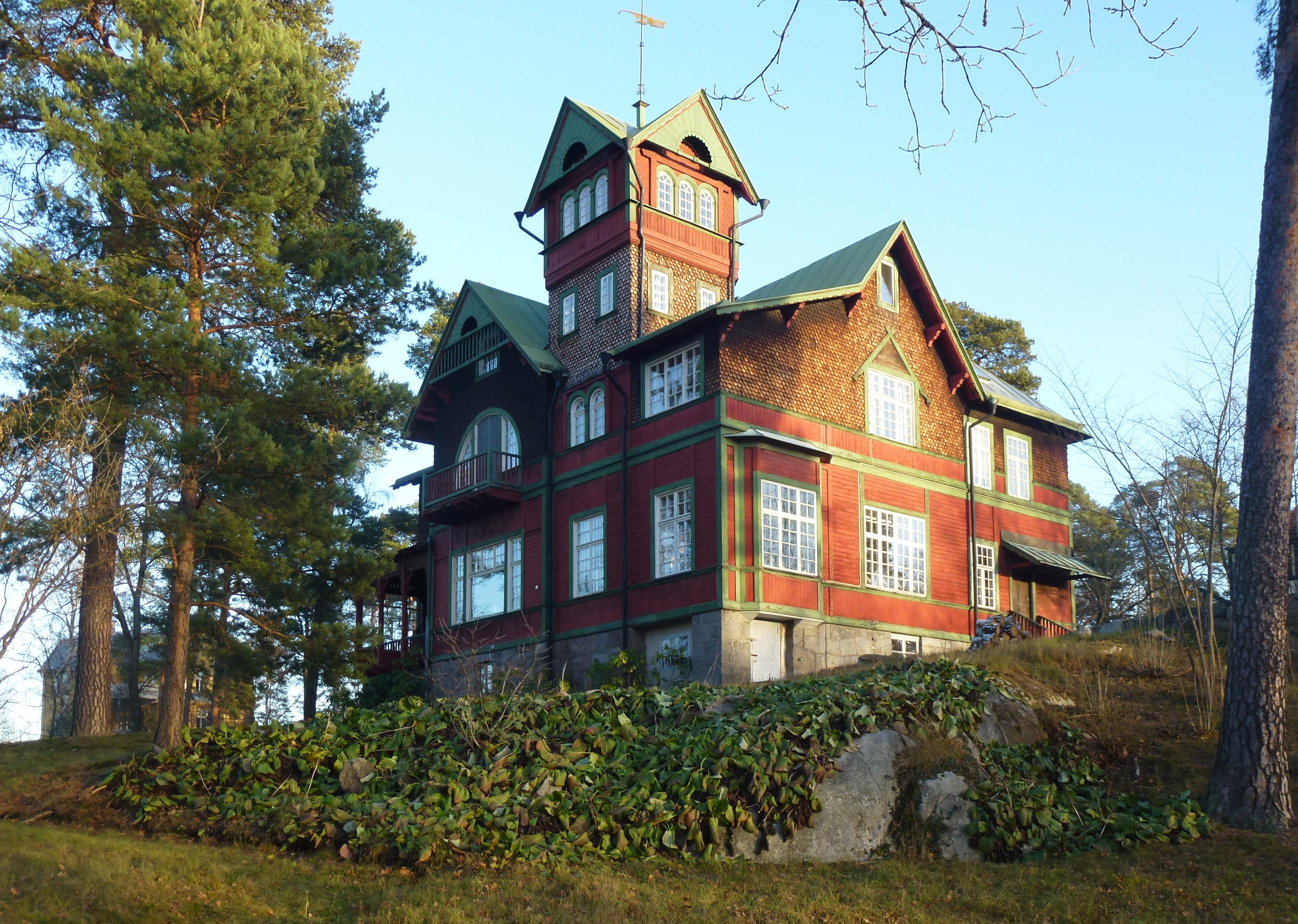
Villa Ugglebo i Djursholm, Danderdyds kommun. Ritad av arkitekten Thor Thorén.

På grund av att Djursholm och Saltsjöbaden inte var tillräckligt stora områden kunde de inte bilda självständiga kommuner, där man kunde garantera att stadsstadgorna kunde tillämpas var villastadsbolagen tvungna att förlita sig på att köparna av tomterna följde byggnadsbestämmelserna som också var införda i köpekontrakten. Man ville garantera att byggnaderna som uppfördes i Djursholm skulle ha en villa karaktär vilket betyder att det skulle vara ett fristående enfamiljshus med ett till max två kök. Även om villastadsbolagen var noga med att garantera att områdena skulle vara byggda utifrån ett exklusivt byggnadssätt var många av de första tomtköparna oroliga för att det skulle misslyckas som Villastaden i Stockholm. Därför köpte de flera tomter intill varandra som skulle fungera som en skyddszon och på de obebyggda tomterna anlades park- och trädgårdsmark.

#### Stocksund

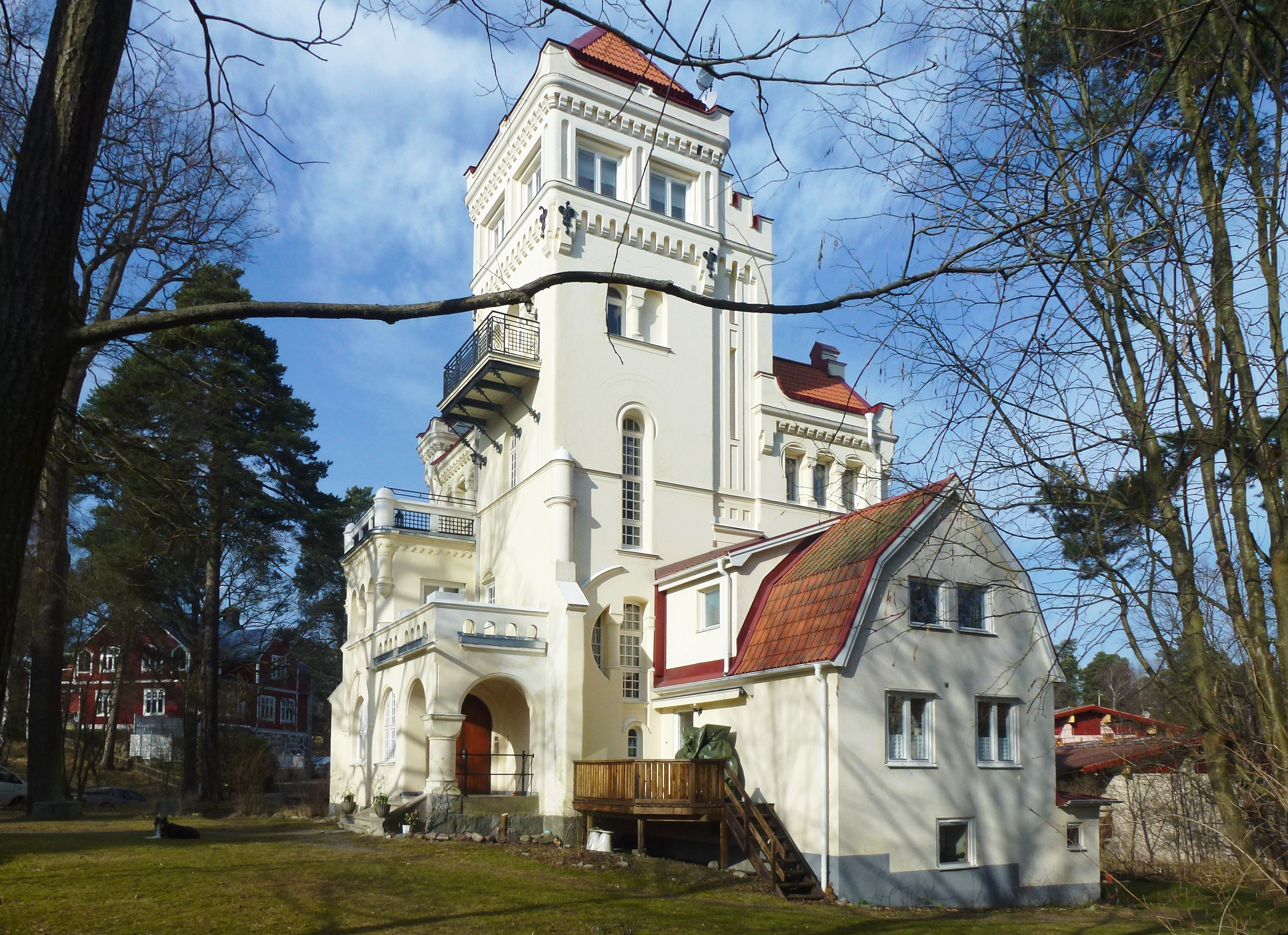
Villa Hexa i Stocksund, Danderyds kommun. Ritad av R.L. Lindquist.

Stocksunds Villaparker grundat av kammarherren Carl Eduard von Horn hade som mål i prospektet som gavs ut 1895 och att bebyggelsen skulle planeras som ”kringströdda grupper” av villor. I prospektet stod det även att villaägarna skulle via den planerade bebyggelsen ”garanteras ett landtligt lugn med tillika en viss trygghet genom närheten till grannar”. Man fick inte stycka det mycket stora tomterna och bara ett boningshus för ett hushåll med max två kök fick uppföras på varje tomt. Innan bygget av villan påbörjades krävdes det att villans ritning var godkänd av villastadsbolaget. Man fick inte heller använda tomterna till något typ upplagsställen, stall, hönshus, ladugård eller någon annat som kunde störa grannarnas trevnad i området. Därav fick man inte heller bygga några industriella anläggningar eller annat som kunde sprida lukt eller buller i området och det var även förbjudet med utskänkning och annan typ av försäljning av alkoholhaltiga drycker. På grund av de hårda reglerna i Stocksund samt att många av invånarna ansåg att kammarherren von Horn misskötte sig, grundade invånarna en kommunal förening. Denna kommunalförening ville bilda ett självständigt municipalsamhälle som skulle heta Stocksunds Villastad. Kommunalförening förslag beviljades av länsstyrelsen och Kungl Maj:ts beslöt även att man kunde grunda ett municipalsamhälle. Genom detta skapades den första byggnadsordningen i Stocksund, där man beslöt om att tomterna inte fick understiga 20 000 kvft (ca 1 760 kvm) och att inga byggnader fick byggas utan den nya byggnadsnämndens tillstånd. Som ett resultat av de nya stadgarna försvann kammarherre von Horns ursprungliga tanke om att området skulle bli som landet fast nära stan och bebyggelsen blev därmed tätare.

## Social struktur i Stockholms patricierförstäder
I och med att ett av målen med patricierförstäderna var att alla som bodde i villastäderna skulle tillhöra samma socialklass – det vill säga överklassen – blev det väldigt segregerat. De som bodde i områdena var vanligtvis bankdirektörer, grosshandlare och andra som kom från den intellektuella eliten i samhället. Bolagen som byggde patricierförstäderna i Stockholm valde därför bort de som inte tillhörde eliten, oavsett om de hade de ekonomiska förutsättningarna att köpa och bebygga tomter. Detta möjliggjordes genom en av bestämmelserna i köpekontraktet.
Bygget av de nya områdena krävde stora resurser i mankraft, ett stort antal arbetare skulle behöva arbeta under en lång period och man behövde hitta bostäder åt dem. Detta var problematiskt då man inte kunde besluta om arbetarna skulle få bo inom villastädernas gränser, vilket skulle hota målet om ett segregerat samhälle. I Djursholm beslöt man sig för att bygga en provisorisk barackstad med primitiva bostäder åt arbetarna precis utanför stadsgränsen. Strax innan sekelskiftet fanns det ett förslag på att bygga bättre arbetarbostäder men det blev inte särskilt populärt bland Djursholms invånare. Man agerade på liknande sätt i Saltsjöbaden och byggde provisoriska baracker längs konstruktionen av järnvägsbanan för järnvägsarbetarna och baracker åt arbetarna som byggde villor och övrig infrastruktur i Saltsjöbaden placerades på ett gott avstånd från patriciervillorna. Man valde dock att bygga ett riktigt bostadshus vid Neglinge station där den fast anställda järnvägspersonalen kunde bo. Till och från Djursholm ordnades det speciella arbetartåg för de som arbetade med bland annat bygg- och hantverksarbete i Djursholm. Detta på grund av att Palme ansåg att det var viktigt att det skulle vara behagligt att åka till och från stan för Djursholms invånare. Vägen till Saltsjöbaden var jobbigare att färdas utifrån ett segregerat perspektiv och det var bland annat därför man hade ångfärjor som gick från Karl XII:s torg och som anslöts till saltsjöbadståget, då slapp de passera fabriksområden och färdas genom Södermalm.